# Bossoroca
Bossoroca là một đô thị thuộc bang Rio Grande do Sul, Brasil. Đô thị này có diện tích 1596,219 km², dân số năm 2007 là 7652 người, mật độ 4,79 người/km².